# Panicum unilaterale
Panicum unilaterale là một loài thực vật có hoa trong họ Hòa thảo. Loài này được (P. Beauv.) Desv. mô tả khoa học đầu tiên năm 1831.